# Pharaphodius
Pharaphodius är ett släkte av skalbaggar. Pharaphodius ingår i familjen Aphodiidae.

## Dottertaxa tillPharaphodius, i alfabetisk ordning[1]
- Pharaphodius acutidens
- Pharaphodius acutus
- Pharaphodius aegyptiacus
- Pharaphodius aprilis
- Pharaphodius archettii
- Pharaphodius argutus
- Pharaphodius atroscutellatus
- Pharaphodius bechuanus
- Pharaphodius bigibber
- Pharaphodius birmanicus
- Pharaphodius bodiliformis
- Pharaphodius brocchus
- Pharaphodius calo
- Pharaphodius chausibensis
- Pharaphodius coiffaiti
- Pharaphodius congolanus
- Pharaphodius corax
- Pharaphodius cornix
- Pharaphodius cornutus
- Pharaphodius costatulus
- Pharaphodius costatus
- Pharaphodius crenatus
- Pharaphodius curvodilatatus
- Pharaphodius desertoides
- Pharaphodius desertus
- Pharaphodius diadema
- Pharaphodius difficilis
- Pharaphodius discoidalis
- Pharaphodius discolor
- Pharaphodius ditus
- Pharaphodius dubiosus
- Pharaphodius dubitosus
- Pharaphodius evae
- Pharaphodius falzonii
- Pharaphodius ferenczi
- Pharaphodius ferreirae
- Pharaphodius fiechteri
- Pharaphodius guineensis
- Pharaphodius hastulifer
- Pharaphodius hauserianus
- Pharaphodius hetaerus
- Pharaphodius impressipennis
- Pharaphodius impressithorax
- Pharaphodius impurus
- Pharaphodius incommodus
- Pharaphodius indicus
- Pharaphodius infinitus
- Pharaphodius intercalaris
- Pharaphodius intonsus
- Pharaphodius javanus
- Pharaphodius jodhpurensis
- Pharaphodius kaszabi
- Pharaphodius katanai
- Pharaphodius lacunosus
- Pharaphodius levithorax
- Pharaphodius mabiranus
- Pharaphodius mangoroensis
- Pharaphodius marginellus
- Pharaphodius massaicus
- Pharaphodius medius
- Pharaphodius moderatus
- Pharaphodius musculus
- Pharaphodius negus
- Pharaphodius nigripennis
- Pharaphodius okatumbanus
- Pharaphodius oleosus
- Pharaphodius orientalis
- Pharaphodius pallescens
- Pharaphodius panchrestus
- Pharaphodius paratschakai
- Pharaphodius pereirai
- Pharaphodius perfidus
- Pharaphodius perplicatus
- Pharaphodius pongensis
- Pharaphodius posticus
- Pharaphodius priscus
- Pharaphodius profundus
- Pharaphodius pseudignotus
- Pharaphodius pseudimpurus
- Pharaphodius pseudodesertus
- Pharaphodius pseudotibialis
- Pharaphodius putearius
- Pharaphodius redargutus
- Pharaphodius resplendens
- Pharaphodius robustus
- Pharaphodius rougeoti
- Pharaphodius rubricosus
- Pharaphodius rufomaculatus
- Pharaphodius rugosostriatus
- Pharaphodius russatus
- Pharaphodius schatzmayri
- Pharaphodius seicherti
- Pharaphodius spinatus
- Pharaphodius sudanicus
- Pharaphodius sundaicus
- Pharaphodius tamalensis
- Pharaphodius taufikijanus
- Pharaphodius tavetanus
- Pharaphodius tschakai
- Pharaphodius ugongoanus
- Pharaphodius unicornis
- Pharaphodius urostigmoides
- Pharaphodius vastus
- Pharaphodius vernilis
- Pharaphodius vividus
- Pharaphodius zavattarii